# テレビ派
『テレビ派』（テレビは）は、広島テレビ放送（HTV）が放送している夕方ワイド番組である。
2008年3月31日放送開始。2008年4月 - 2010年頃までデータ放送実施。ステレオ放送も実施している。
2011年4月1日までの番組タイトルは『旬感★テレビ派ッ!』（しゅんかんテレビはッ!）であった（通称：テレビ派）。

## 番組概要
- この番組は1993年からスタートした『テレビ宣言シリーズ』の後継番組としてスタートする。初代メインキャスターは『テレビ宣言』を2001年 - 2007年の6年間担当した児玉勝司と糸永直美。
- 番組開始当初の番組スタイルは『テレビ宣言』の時に在った生活情報が日替わりコーナーのみとなり、主に報道に重視した番組スタイルとなっていた。2008年10月～2009年3月や「テレビ派」に改題後は「テレビ宣言」のスタイルに近い内容となっている。
- コンセプトは、『きょうの広島に強い。』。2017年4月からは「主役はあなた！」
- 年末年始は放送を休止し、東京からのネットを基準にした『news every. 広島』（ニュース・エブリィ・ひろしま）として放送するか、お盆や大型連休時と同様、18時台のローカルニュースのみ本番組の名義とするかが年度により異なる。

### 改編・出来事等

#### 2008年
- 10月：前番組のテレビ宣言を産休降板した馬場のぶえが木・金曜日担当として復帰。コーナーの変更なども目立ち、番組スタイルが報道に関する情報に加え、『テレビ宣言』時代の生活情報スタイルに近くなっている。
- 街角中継は9月29日から復活、イオンモール広島府中ソレイユ（現・イオンモール広島府中）で生中継していた。11月以降は広島パルコ前から中継。以後、2009年3月まで月ごとに交互に中継場所を変えて放送していた。

#### 2009年
- 番組2年目の2009年4月より月曜 - 金曜16:45スタートに統一し、月曜のみ男性キャスターが長野正実となる。また番組構成も番組開始当初の報道スタイルに路線修正し、10月に大幅に増やした生活情報コーナーを廃止、日本テレビからのネットを復活させ16:53 - 17:29までとなる。これまで放送時間が異なった金曜日のみ別編成で行った。
- 金曜のみ18:55までと放送が3分引き延ばされ、その代わり金曜のテレビ派プラスを終了した（コーナー自体は木曜への移動）。また2010年1月頃より放送開始時間を16:49とし4分繰り下げた。

#### 2010年
- NNN系列の夕方のニュースが『NNN NEWSリアルタイム』から、新番組の『news every.』となる。放送時間は水曜日と木曜日が18：55までに延長され、該当日のテレビ派プラスが廃止となり、一部コーナーをテレビ派に移動したほかは、ローカルコーナーに関しての大幅な変更はなく、2009年度と同様の内容となっている。スタジオやニュースコーナーに関しては「news every.」を意識しピンク色基調のテロップやテンプレートに変更し2009年度までのテンプレートから変更しており、第1部は同じテンプレートを使用しているが、第3部は「news every.」とは違う、独自のものとなっている。
- 2010年10月からは、テレビ派ップラスを廃止、すべて18:55までの放送となった。お好み焼き紀行は別番組に独立。また金曜日のみ15:50からの放送となり、広島テレビの夕方ワイドでは初の16時台が設定された。その代りに17時台は『news every』のローカルネット枠（前半）と関東ローカル枠（後半）すべてを放送（同番組内の関東地方の天気予報も広島からの差し替えなしでそのまま）。

#### 2011年
- 2011年4月4日より番組名を「テレビ派」に変えてリニューアル。今回のリニューアルで、月曜キャスターの長野正実、木曜・金曜キャスターの馬場のぶえ、気象予報士の高野まさこが番組を卒業。新たに森拓磨・柏田久美子がメインキャスターとして加わり，森は第1部，児玉は第3部のメインキャスター担当に変更。第1部は、基本的に立って進行するようになった（簡易テーブルや椅子が置かれることもある）。
- 2011年10月3日より、広島パルコ前からの街角中継が復活。一部のコーナー変更、スタジオセットのマイナーチェンジなどが行われ、オープニングを除き、第1部も第3部と同じく座って進行するようになっている。また、金曜日の放送時間が16:48開始に変更され、『news every.』の任意枠ネットも廃止された。

#### 2012年
- 1月5日より放送開始時間が16:50になる。
- 3月19日よりリニューアルが行われた。産休中だった馬場のぶえがメインキャスターに復帰（三度目の登板）。「テレビ宣言」時代からキャスターを務めた児玉勝司が卒業し、森拓磨が全時間帯を担当。女性メインキャスターだった糸永直美・柏田久美子はニュース・リポーター担当になった。

#### 2013年
- 4月番組リニューアル。スタジオセットを変更、タイトルロゴ、テロップ、テンプレートを水色から『news every.』と同じ桃色に変更。
- 9月23日 当番組の兄弟番組にあたる朝のローカル情報番組「テレビ派ランチ」放送開始。司会には当番組の前身『テレビ宣言』シリーズのメイン司会（1993年 - 2001年）を担当した柏村武昭と元フジテレビアナウンサーの山中秀樹を起用。

#### 2014年
- 3月12日放送は、九州新幹線全線開業3周年を記念して、くまもと県民テレビ「テレビタミン」との共同企画「テレビ派ミン」を放送。
- 3月31日　2014年度リニューアル。宮脇が18時台のスポーツ+天気予報担当に。柏田（退職・後にフリーとなり、現在はNHK BS1で放送中の東京マーケット情報のキャスター）・糸永に変わり山上優子が長島とニュース担当。
- 8月20日　広島市安佐南区・安佐北区各地で発生した集中豪雨による土砂崩れの特番として、15:50から放送時間を繰り上げた[1]。
- 12月15日  馬場が番組を欠席した(理由は不明)ため、山上が代理司会を務めた。(通常は山上が17時台と18時台のニュースを担当するが、この日は長島が17時台と18時台のニュースを担当した)。
- 12月23日  年内最後の放送。この放送をもって主に18時台を担当していた長島キャスターがいったん番組を卒業した。

#### 2015年
- 4月10日放送は、前年までのくまもと県民テレビ「テレビタミン」にKRY山口放送の「熱血テレビ」を加えた共同企画「熱血テレビ派ミン」を放送。
- 7月10日放送は、テレビ信州「ゆうがたGet!」とのコラボ企画を放送。(これに先立ち、この週にはパルコ前から「長野県に縁がある方」を募っていた)
- 7月17日放送は、特別番組扱いで午前9時半から午前11時頃まで平成27年台風第11号関連の情報を伝えた。(ちなみに通常の16時50分も放送された)
- 8月6日放送は、前回同様特別番組扱いで午前8時から午前11時半頃まで「つなぐヒロシマ 70年目の8月6日」として放送された。(この時はゲストに池上彰と途中から手嶋龍一を迎えて放送され、日テレNEWS24でサイマル放送も実施された。 また15時50分からの「news every.・第1部」は臨時に16時28分で途中飛び降りとし、16時53分からのテレビ派1部は休止され、16時28分から17時53分まで特別番組「池上彰リポート 原爆投下70年目の真実」として放送された)
- 8月7日放送は、冒頭のみテレビ派を放送し、その後「戦後70年特別番組 いしぶみ ～忘れない。あなたたちのことを」のメイキングをテレビ派特報とし、放送した。18:15 - 19:56には「戦後70年特別番組 いしぶみ ～忘れない。あなたたちのことを」の再放送を放送。しかし実際は18:15 - 18:35ごろまでは広島のニュース・天気予報を中心に放送し、その後「戦後70年特別番組 いしぶみ ～忘れない。あなたたちのことを」の再放送を放送した（通常編成時には19:00 - 19:56に放送している『笑神様は突然に…』は他日振替）。
- 本番組第1部について、8月10日 - 14日は自社発パートを全面休止し、news every.・第2部（14日に限り第1部）の全編を臨時に番販ネットした。第3部について、8月10日 - 13日は広島のニュース・天気予報・日本テレビ取材の特集を放送。14日は、戦後70年総理大臣談話中継のため、「news every.・第2部」のNNN枠を全国的に18:25まで放送をしたのと「次の瞬間、熱くなれ。THE BASEBALL 2015」のトップナイター放送のため、18:25 - 18:30までの短縮版で放送。
- 9月25日 姉妹番組であったテレビ派ランチが放送を終了した。

#### 2016年
- プロ野球開幕戦の3月25日は前年に続き、カープ開幕戦スペシャルとして15:50から放送。17:50頃には番組を終了。
- 5月27日 オバマ大統領広島訪問に伴いスタジオではなく『news every.』ネットと本社ロビーと平和公園からの中継を中心とした特別編成で放送。

#### 2017年
- 3月31日　5年間気象キャスターを担当を務めた大隅智子が番組を卒業。さらに森拓磨が金曜日のMCを卒業。
- 4月3日　NNNニューヨーク特派員を務めていた長島清隆が番組に復帰。また、番組公式サイトをリニューアルした。さらに、フィラーで放送している再放送の終了時刻をこの日より3分延長した。(フィラーの開始時刻はそのまま)
- 4月4日　コメンテーターに緒方かな子 が就任。
- 4月6日　産休に入っていた西名みずほが番組に復帰。
- 4月7日   3月までニュースを担当していた宮脇靖知が金曜日のMCに就任。
- 8月6日　8:20 - 10:55（『シューイチ』は8:20で飛び降り）・16:25 - 17:25に「つなぐヒロシマ×テレビ派」として放送された。
- 12月5日　サンフレッチェ広島を退団するミハエル・ミキッチが生出演。コメンテーターの緒方かな子が広島東洋カープの優勝旅行のため不在、同じく元サンフレッチェの佐藤寿人（現名古屋グランパス）がコメンテーターとして出演。

#### 2018年
- 4月6日　金曜版第1部を、東京発『news every.』第1部全編のネット受けに変更。ただ、冒頭90秒間と16:30頃からの約5分間(「木原さんのせいかつ天気」のコーナー差し替え)は従来通り広島のスタジオから放送。
- 7月7日  この日は土曜日であったが、『テレビ派特報』と題して、9：25 - 10：30まで平成30年7月豪雨の情報を中心に 、中継を交えながら臨時に放送した。（ytv制作のあさパラ!は全編休止となった）
- 9月23日　新社屋へ完全移転。セットを変更。

#### 2019年
- 3月25日　「HTV×NHK がんばろう!広島を元気に」をキャッチフレーズに、NHK広島放送局『お好みワイドひろしま』とコラボ放送を行った。第1回テーマは「プロ野球開幕間近!カープのチカラをどってん解明」。
- 6月5日　「HTV×NHK がんばろう!広島を元気に」、NHK広島放送局『お好みワイドひろしま』コラボ放送。第2回テーマ「西日本豪雨 被災地からの声 〜今、私たちにできること〜」を放送。
  - 第3回放送を予定している。

#### 2020年
- 1月30日「マツダ」が創立100年を迎え、マツダ本社から中継したため、ほぼ全てのコーナーが休止となった。
- 3月30日　番組テーマ曲がリニューアルされた。

#### 2021年
- 4月　「テレビ派」にリニューアルして10周年となった。

#### 2024年
- 9月27日　「馬場アナ卒業スペシャル」を放送した。
- 9月28日「柏村武昭のテレビ宣言」から約27年に渡ってメインキャスターを務めた馬場のぶえが卒業。
- 9月30日　番組ロゴがプチリニューアルされた。

## 放送時間
- 月曜 - 金曜 15:48.30 - 18:55
  - 当番組の直前に放送される、「情報ライブ ミヤネ屋」（13:55 - 15:50）（読売テレビ）からステブレレスで接続。
- 「news every.」（日本テレビ）
  - 「第1部」（15:50 - 16:50）
    - 同パート中盤の天気コーナー「くわしくッ・天気」を除き全編フルネットで放送[2][3]。

  - 「第3部」（17:53 - 19:00）
    - 同パート冒頭のNNN枠（全国ニュース枠）（17:53 - 18:15）を放送[4]。また、年末年始1週間前に放送される「news every.広島」では、2018・2019年は上記のNNN枠に続いて、「every.特集」が終わる18:30頃までネットした（2017年は『every.特集』を18:15からローカルニュース中で遅れネット。2020年は18:15から特集も含めて全編自社制作で放送）。

  - 「news every.・第2部」（16:50 - 17:53）について
    - 同時間帯は17時台のローカルパートを放送するため、原則、非ネットとなっているが、同パートが休止となった場合[5]は臨時にフルネット[6]で放送する[7]。
    - 当初は、同時ネットを実施していたが、2008年10月 - 2009年3月中旬は生活情報中心の編成で非ネット。2009年4月よりネット再開し、16:53 - 17:29の36分と当初よりも大幅にネットを行う時間が増加。代わりに日替わり生活情報枠などを廃止。2011年リニューアルでまたネットは打ち切り（重大ニュースのみ録画でローカルニュース枠の前後で放送している）。

  - 当初はメール紹介は記述時間以外にも随時入っていたが、現在は無し。
  - 災害・事件などの、重大なニュースが発生した場合は、『news every.・第2部」を臨時フルネットし、17時台のローカルパートを全面休止とした上で、18時台のみの短縮放送となる場合がある。祝日の放送でも、特別編成などの関係で16:50から開始することがある。また、日本テレビほか一部系列局において、広島で大きな出来事があった際は、『news every.』で一部の時間で同時もしくは遅れネットされる。
    - 広島での重大ニュースが起こった場合は、ニュース内容によっては、上記の番組を臨時で非ネットとし、当番組の第1部のローカルパートを臨時で拡大し全て広島からのニュースとなる[8]。

  - 18:15からプロ野球・広島東洋カープ戦のナイター中継がある場合は18:15までの短縮放送となる(ローカルパートは17:53まで)。ただし、祝日（主にシーズン終盤にあたる9月）にプロ野球が開催され、なおかつデイゲームで広島東洋カープ戦が放送される場合は例外で、野球中継が延長した場合は、リレーする形で放送している。（この場合は試合終了後や中継終了後までは当番組内包扱いで放送され、中継終了後から当番組が放送される。その場合、フィラーでの再放送は実施されない）
  - 日により、定時放送終了後のフィラー番組として、第1部を再放送する。なお時間的な余裕がなく再放送休止となる場合や、あるいは前日（放送上は当日）深夜の定時放送が早く終了し、翌日付早朝定時放送開始までの時間の余裕がある時の再放送終了後はNEWS24（フィラー、含：『Oha!4 NEWS LIVE・第1部4時台』）を流す。
  - 2007年のテレビ宣言では祝日や大型連休中の第1部を全国ニュースネット枠としていたが、この番組は祝日・大型連休のみ全国ニュース枠で放送している。年末年始は特別編成のため放送休止。
  - 2015年2月2日から、月 - 木曜日に限り、「旬感★テレビ派ッ!」時代の2009年10月から2010年1月以来となる16:53開始。「news every.・第1部（当時のパート名は月 - 木曜日第1部）」（15:50 - 16:53）のネット受け開始に伴う措置[9]。
  - 2016年3月28日から、月 - 金曜日通しで15:48 - 18:55の放送に変更。この週から本番組内包パートと単独番組扱いパートが混在していた『news every.』の扱いが変更となり、月 - 木曜日第1部全編・月 - 金曜日第3部のNNN枠が本番組の第1部・第3部にそれぞれ内包となる（金曜日第1部は全編非ネットだったが、2018年4月6日から本番組内包扱いでネット開始）。

基本的なタイムテーブルであるため、日によって時間が異なる場合がある。

### 放送時間の変遷
| 期間      | 期間       | 放送時間（日本時間）   | 放送時間（日本時間）   | 放送時間（日本時間）   |
| 期間      | 期間       | 月曜･火曜              | 水曜･木曜              | 金曜                   |
| --------- | ---------- | ---------------------- | ---------------------- | ---------------------- |
| 2008.3.31 | 2009.3.27  | 16:43 - 18:53（130分） | 16:43 - 18:53（130分） | 16:50 - 18:53（123分） |
| 2009.3.30 | 2010.2.26  | 16:45 - 18:53（128分） | 16:45 - 18:53（128分） | 16:45 - 18:55（130分） |
| 2010.3.1  | 2010.3.26  | 16:49 - 18:53（124分） | 16:49 - 18:53（124分） | 16:49 - 18:55（126分） |
| 2010.3.29 | 2010.10.1  | 16:49 - 18:53（124分） | 16:49 - 18:55（126分） | 16:49 - 18:55（126分） |
| 2010.10.4 | 2011.4.1   | 16:49 - 18:55（126分） | 16:49 - 18:55（126分） | 16:50 - 18:55（125分） |
| 2011.4.4  | 2011.9.30  | 16:48 - 18:55（127分） | 16:48 - 18:55（127分） | 16:50 - 18:55（125分） |
| 2011.10.3 | 2011.12.23 | 16:48 - 18:55（127分） | 16:48 - 18:55（127分） | 16:48 - 18:55（127分） |
| 2012.1.5  | 2015.1.30  | 16:50 - 18:55（125分） | 16:50 - 18:55（125分） | 16:50 - 18:55（125分） |
| 2015.2.2  | 2016.3.25  | 16:53 - 18:55（122分） | 16:53 - 18:55（122分） | 16:50 - 18:55（125分） |
| 2016.3.28 | 現在       | 15:48 - 18:55（187分） | 15:48 - 18:55（187分） | 15:48 - 18:55（187分） |

## タイムテーブル
前述の通り、プロ野球・広島東洋カープ戦のナイター中継がある場合は18:15までの短縮放送となる（ローカルパートは17:53まで）。さらに、全国レベルの、災害・事件などの重大ニュースが発生した場合や、大型連休・お盆などの製作要員縮小で通常広テレではネットしていない『news every.・第2部』を臨時ネットする場合は、17時台のローカルコーナーは全て中止される。

### 通常版
第1部（ローカル情報・エンタメ枠）
15:48　オープニング 広島スタジオ
15:50　日本テレビから『news every.・第1部』をネット
16:31頃 広島ローカルニュース
16:34頃 広島の天気予報（塚原美緒）
16:39　「そらジローあのね」から再び『news every.・第1部』に飛び乗り

#### 第2部（ローカル情報）
16:50　広島スタジオ
16:52　カープいれコミ魂（池谷公二郞）
17:02頃 特集
17:15頃 曜日コーナー
17:27頃 広島の最新ニュース
17:28頃 街かど中継（街かど伝言板＆街かど脳トレ）（2018年4月2日からエキキタ（広島駅北口）（2017年以降、金曜のみイオンモール広島府中）から生中継） 街かど脳トレでの回答時間60秒間にSKE48「1!2!3!4! ヨロシク!」が2021年3月までは毎回流れていたが、2021年4月改編よりCM間がそのままシンキングタイムとなったため、現在は流れていない。
17:44頃 沿線遺産（中島尚樹）
17:49頃 広島の天気予報「つかちゃんのお天気観てみお！」（塚原美緒）

17:51頃 あした占い
17:52頃 お便り紹介
第 3部前半（全国ニュース枠）
17:53　news every.・第3部
第3部後半（ローカルニュース枠）
18:15　広島ローカルニュース
18:20頃 MADE IN HIROSHIMA（もしくはアンカー）

18:45　テレビ派weather（塚原美緒）
18:47　今夜も広テレ!（今夜のおすすめ番組（主にゴールデンタイム）週末は自社制作番組の告知も含む）・お便り紹介（金曜日は持ち回りで出演者のうち一人がお便りを読む）
18:48頃 テレビ派Sports
18:51　エンディング

## 番組内コーナー

### 第2部
- 広島の天気

日替わり特集
- 月 - 金曜
  - 沿線遺産（中島尚樹）2019年4月からバス停をまわる
  - あなたはどっち派!?
  - きばりや食堂
- 月曜
- カープいれコミ魂→アメイジングカープ（池谷公二郞）
  - スイーツ男子（2022年4月より三代目スイーツ男子）
- 最旬ワード
  - エキキタおもてなし課（HIPPY）
- 以前は、木曜日に放送されていた。
- 火曜
  - リアルガチ!佐竹、夢のマイホーム大作戦
  - 隔週火曜：糸永直美「SDGs」
- みんなで選ぶベストナイン
  - 2020年がカープ誕生70周年ということでそれを記念した特別企画。広島テレビのスポーツスタッフが選定した5人の候補の中から1人を選ぶ視聴者投票企画。投票の仕方は『あなたはどっち派!?』とほぼ同様。（唯一異なるのはそのページからしか投票できないかメール・FAXからでも投票できるかのみ）
  - 教えて！せとうちマエストロ
  - 石田千穂のSTU48の旅
- 水曜
  - あつあつ鉄板カーが行く!（さいねい龍二 見届人：オタフクソースお好み焼き課の各職員）
  - はればれてまなしキッチン（おおもとのりこ）
  - 御朱印いただけますか
- 木曜
  - アズマガジン（藤原あずさ）
- 瀬戸内湯バスターズ（BATHTERS）（隊長：さいねい龍二）
- 金曜
  - テレビdeファンディング（中島尚樹）
  - ウチごはん（平川広代 / 山口洋子）
  - 孤食のグルメ（澤村優輝）

過去のコーナー
- ふるさと喜怒哀楽
  - 県内各地に臼井レポーターが取材に行き、県民の喜んでいることや怒っていることを取材。2008年5月第4週より金曜日も放送。
- テレビ派ッ!コラム
  - コメンテーターが最近話題となっている時事問題を切り込むコーナー。また視聴者にもその問題に提起する。
- ワンダフルファミリー
  - 自慢のペットを紹介。
- 街角中継
  - 藤村と宮脇がショッピングモール『イオンモール広島府中ソレイユ（現・イオンモール広島府中）』広場から中継。参加型クイズを行う。2008年11月よりかつてテレビ宣言で街角中継を行っていた広島パルコ前の中継に戻される。
- 広島あの日あの歌
  - 往年のヒット曲をバックに、当時の広島の映像を振り返る。
- わが家のお宝物語
  - 県内各地に臼井リポーターが取材に行き、取材した家のお宝を紹介。
- 我が家のニューフェイス
  - 視聴者の赤ちゃんや子供の紹介コーナー
- 金曜スペシャル（SPECIAL FRIDAY）
  - 月曜 - 木曜の編成とは異なる編成。
- NEWSエキスプレス（テロップでは NEWS EXPRESS）
  - 広島のニュースコーナー。これまでは広島のニュースは児玉・糸永が読んでいたが、2008年10月より長島が読むようになっている。祝日の第1部では、メインキャスターが読んでいる。このコーナーでは2010年3月29日より「news every.」と同じタイトルテンプレートを使用している。
- 旬感★リポート（テレビ宣言時代の特集コーナー）
  - 社会性に関心の高いニュースや話題をキャスター陣が詳しく解説。月曜はスポーツに特化。
- 言わんとイケン
  - ニュースなどの時事問題に関して、視聴者の意見を募る。これまで行われていたお便りコーナーをテーマ設定形式にして行う。事前にリポーターが街頭でインタビューを行う。
- ヤン坊マー坊天気予報
  - 『テレビ宣言』以前から続く天気予報枠。翌日の天気予報や天気に関する情報を伝える。ヤンマーディーゼル提供。
- めばえ
  - スタジオアリスがコーナーのスポンサーとなっている。放送日当日に産まれ赤ちゃんをVTRで紹介する。『かんさい情報ネットten.』（読売テレビ）で放送されているコーナーの広島版として企画ネット扱いで放送。スタジオアリス降板に伴い終了。
- 広島トレンディ（月曜）
  - 月曜レギュラーの池谷公二郎が、広島の気になるトレンドを紹介するコーナー。
- のぶえの家事のススメぷらす（火曜）
  - 3児の母である馬場がくらしに関わる疑問を解決する。
  - 2015年3月までは「のぶえの家事のススメ」というコーナータイトルで放送されていた。
- テレビ派リサーチ-水曜のみ下記の企画を月1で放送(これに内蔵される扱いで特別企画と銘うって、2013年のある時期から主に当曜日に「弁当の日プロジェクト」というコーナーも開始されている)。
  - なお、2013年度は柏田が、2014年度は水曜企画と掛け持ちで石原が担当。
- 阿南編集局長のぐるめ手帳（水曜）
  - タウン誌編集長のお勧め広島グルメを紹介する。
- お宅拝見（水曜）
  - 訪問宅のこだわり、工夫を紹介。
- 広島麺道（木曜）
  - お笑い芸人フリータイムが県内のあらゆる麺に注目し、取材先の店主推薦の店や気になる店、認める店を次々とめぐる。
- 趣味もりだくさん（木曜）
  - メインMCの森が様々な趣味を取材し体験する。
- Let'sイケメシ
  - イケメン料理人と森の男2人が料理をする。当コーナー終了後、料理コーナーは『ウチごはん』（金曜第1部）へと引き継がれた。
- 突撃!おじゃまめし（木曜・金曜）
  - 松本裕見子レポーターが夕方に県内の何処かへ訪れ、夕食の準備を行う家へ訪問し、その家庭の晩御飯を紹介し試食、その他インタビューを行う。昔日本テレビで放送していた『突撃!隣の晩ごはん』のパロディな企画であった。
- 広テレ!県民記者（金曜）
  - 視聴者からの投稿動画や写真を18:50頃に紹介する。投稿はHPで募っている。
- マネー相談室
- たべciaoひろしま（浅田真由）月1回
- 俳句道場[12]（2016年 - 2019年3月）月2回
- ひろしま駅サイト！(小野宏樹アナウンサー)（2019年10月7日 - 2020年3月23日）
- 今イコ（森拓磨アナウンサー・さいねい龍二）
- いい店ハッケン カナコロさんぽ（緒方かな子）月2回
- カープ女子住本明日香のおいCハナシ（住本明日香）
- てご侍（石原プロモーション・金児憲史）見届人：西口真央アナウンサー
- サワムラ調べ（澤村優輝アナウンサー）
- ポルノグラフィティ新藤晴一のハルイチノオト（新藤晴一）月2回
- お願い！AZサ→チ（藤原あずさ（元STU48））（2020年3月30日 - 2021年3月22日）
- 虹色せとりっぷ　STU48といっしょに（STU48メンバーの中から一人）[13]。
- ひろしまオシャレンヌ（さいねい龍二）CanCamコラボ
- 澤村優輝（サワムラ調べ）
- 木村和美（近場で遊ぼう!）

#### 2008年10月 - 2009年3月
- 月曜：ハッピーランチ
  - 広島県内の美味しい料理店を紹介
- 火曜：地産地消〜食のふるさと〜
  - 県内の農家をリポーターが取材。水曜日から異動
- 水曜：新球場にズームZOOM
  - 新球場情報
- 木曜：とれたてトレンディ
  - 県内での最新の流行などをチェック。
- 金曜：旬たびガイド
  - 広島県内の旬な観光地などを紹介

##### 放送開始 - 2008年9月
- 月曜：健康いちばん
  - 健康に関する情報を取材。
- 火曜：気になる人たち
  - 県内の気になる人をリポーターが取材。
- 水曜：地産地消〜食のふるさと〜
  - 県内の農家をリポーターが取材。
- 木曜：市民球場物語〜50年の思い出〜
  - 歴代のカープの選手や市民球場の歴史を辿る。
- 金曜：旬彩コンシェルジュ
  - 美味しいお店や旬な場所を取材。

#### 特別コーナー
- 旬感★eco派ッ!
  - 2008年6月2日 - 6日に通常の日替わりコーナー枠に設ける特別コーナー。県内の環境団体、会社、商店街、高大連携による環境への取り組みを放送。但し木曜はなし。このコーナーは日本テレビ系で同年6月8日に放送される『Touch! eco 2008 明日のために…55の挑戦?スペシャル』や日テレecoウィークにあわせて放送される。
- ヒロシマ道標
  - 2008年8月1日 - 7日に通常の日替わりコーナーに設けるコーナー。1945年8月6日の原爆投下から63年目を迎える2008年の広島市で当時の面影を被爆者や被爆建物から探る。
- いざ北京へ!ふるさとアスリートの挑戦
  - 2008年8月4日 - 8日に通常の中継コーナー枠の一部に設けるコーナー。県内出身の北京五輪代表選手の生い立ちや苦悩を放送。オープニングのバック音楽にはNNS系の北京オリンピックテーマソング嵐『風の向こうへ』が使用される。

### 第4部
- 広島ローカルニュース
  - 広島県内のニュースコーナー
    - 年末年始に本番組が休止となった場合はEPG上では『news every.』内包扱いで『news every.広島』名義での放送となり[14][15]、各種テロップ類やCM前のジングル、オープニング・エンディングの音楽なども同番組のフォーマットとなる。キャスターもアナウンサー2名のみの出演となり、スタジオもスポットニュースのセットを使用するが、内容は基本的に本番組第3部と同一である。2017年末の『news every.広島』では通常17時台の「あした占い」も移動して放送した。同様に18時台のみ放送するお盆期間中は、スポットニュースのセットを使用し、キャスターが2名のみの出演となるなど『news every.広島』と同様の体裁ながら、番組名は『テレビ派』のままとなり、テロップや音楽も本番組のフォーマットとなる。
- テレビ派SPORTS
- 長島レポート（不定期）
  - 暫定税率問題などの全国で注目されている時事問題の広島での事情を長島が取材する。日本テレビへの出向によるNNNニューヨーク特派員就任時は、海外からの広島と関連する特集に時折出演。
- ニュース特集
  - 最近の広島県内の伝統産業や生活事情の現状を取材。
  - 自社制作の他、『news every.』関東ローカルパートの「every.特集」や『かんさい情報ネットten.』（読売テレビ）、『キャッチ!』（中京テレビ）、『めんたいワイド』（福岡放送）など系列基幹局制作の特集を録画ネットしたり（番組により、上側の見出しテロップは本番組のものに差し替える場合あり）、中四国NNN共同企画を放送することもある。
  - 毎年8月6日近くになると、原爆に関する内容が組まれる。2016年5月はオバマ大統領の広島訪問に合わせて被爆者の声や伝承者などを取り上げることが多かった。
- カープ地元戦中継
  - マツダスタジアムからの試合中継を広島テレビが担当する日に設ける。その際は第3部のニュース・特集は全面休止し第1部に設けている広島のニュースで主要ニュースを伝える。2009年以降は『トップナイター』として番組を分離、18:15から放送。

## 出演者

### メインキャスター
※全て広島テレビアナウンサー。
- 森拓磨（月 - 金曜日→月 - 木曜日：2011年4月 - ）[16]
- 小野宏樹（金曜日：2024年10月4日 - ）[17]
- 井上沙恵（金曜日→木・金曜日→月 - 金曜日：2023年10月6日 - ）

### ニュース
- 宮脇靖知（月 - 木曜日：2016年4月 - 2017年3月、2021年3月29日 - ）[18]
- 長島清隆（金曜日：2023年10月6日 - ）

過去の担当
- 野口七海（月 - 水曜日：2015年4月2日 - 2018年3月28日[19][20]）[21]
- 長島清隆（月 - 金曜日：2008年4月 - 2014年12月、2017年4月3日 - 2020年3月21日）
- 松岡絵梨子（月 - 金曜日：2018年4月2日 - 2021年3月19日）[22]

### スポーツ
- 有田優理香（月 - 火曜日:2021年3月26日 - ）[23]
- 木村和美 （水 - 木曜日:2025年4月2日-）

### カープいれコミ魂 → アメイジングカープ
- 池谷公二郎（以前はコメンテーターとして全編に出演していたが、2024年10月以降は「コメンテーター」としては降板し、当コーナーのみに出演）[24]

### お天気キャスター
- 塚原美緒[25]（元ウェザーマップ。2017年4月3日 - 。2024年5月20日より産休中）[26][27][28]また、後述の馬場アナ卒業スペシャルでは、産休中ながら久々にインタビュー出演を果たした。
- 寺本卓也（ウェザーマップ。2024年4月15日 - 。主に17時台を担当する他、塚原の代役で18時台も担当する場合あり。塚原が産休に入った2024年5月20日からは全時間帯を担当、また、同年10月度より新コーナーが誕生する。）

### 街かど中継（街かど伝言板、街かど脳トレ）
エキキタ（広島駅北口）→
- 西名みずほ（水曜日）
- 澤村優輝（木 - 金曜日）
- 木村和美 （月-火曜日）

### リポーター
※番組公式ホームページを参照
- 中島尚樹 - 沿線遺産
- 石田千穂（STU48） - 石田千穂のSTU48の旅
- ボールボーイ佐竹
- 吉田一貴
- さいねい龍二 - それゆけ!ドリーマーズ 君にミラクルを!!
- 紗綾 - スイーツTIME（2025年4月13日より）

### コメンテーター
※2025年4月度現在では、18時台の出演なし。出演者の都合によっては他の曜日に代理出演することがある。
- 月曜 - 大瀬戸嵩（大瀬戸千嶋 サックス奏者 ミュージシャン）[30]
- 火曜 - アラン・マリー（インフルエンサー、三朝温泉観光大使）
- 水曜 - 川西幸一（ドラマー） / 長井敏弘（医療法人ハンス理事長／長井ゼミ主宰）[31]
- 木曜 - マンスリーコメンテーター
  - HIPPY（シンガーソングライター、2025年4月）
  - 安藤正晴（学校法人松本学園広島県瀬戸内高等学校・広島桜が丘高等学校校長、2025年5月）
- 金曜 - さいねい龍二（広島県拠点のローカルタレント）

### お料理
- おおもとのりこ（隔週水曜）
- 平川広代（ウチごはん、金曜）
- 山口洋子（ウチごはん、金曜）

## 過去の出演者

### メインキャスター
| 期間                                                             | 期間      | 男性              | 男性              | 男性              | 女性       | 女性                | 女性                         |
| 期間                                                             | 期間      | 月                | 火 - 木           | 金                | 月 - 水    | 木                  | 金                           |
| ---------------------------------------------------------------- | --------- | ----------------- | ----------------- | ----------------- | ---------- | ------------------- | ---------------------------- |
| 2008.3.31                                                        | 2008.9.26 | 児玉勝司          | 児玉勝司          | 児玉勝司          | 糸永直美   | 糸永直美            | 糸永直美                     |
| 2008.9.29                                                        | 2009.4.3  | 児玉勝司          | 児玉勝司          | 児玉勝司          | 糸永直美1  | 馬場のぶえ          | 馬場のぶえ                   |
| 2009.4.6                                                         | 2011.4.1  | 長野正実          | 児玉勝司          | 児玉勝司          | 糸永直美1  | 馬場のぶえ          | 馬場のぶえ                   |
| 2011.4.4                                                         | 2012.3.30 | 森拓磨2 児玉勝司3 | 森拓磨2 児玉勝司3 | 森拓磨2 児玉勝司3 | 糸永直美1  | 柏田久美子4         | 柏田久美子4                  |
| 2012.4.2                                                         | 2017.3.31 | 森拓磨            | 森拓磨            | 森拓磨            | 馬場のぶえ | 馬場のぶえ          | 馬場のぶえ                   |
| 2017.4.3                                                         | 2021.3.26 | 森拓磨            | 森拓磨            | 宮脇靖知          | 馬場のぶえ | 馬場のぶえ          | 馬場のぶえ                   |
| 2021.3.29                                                        | 2023.9.29 | 森拓磨            | 森拓磨            | （不在）          | 馬場のぶえ | 馬場のぶえ          | 馬場のぶえ 木村和美          |
| 2023.10.2                                                        | 2024.3.29 | 森拓磨            | 森拓磨            | （不在）          | 馬場のぶえ | 馬場のぶえ          | 馬場のぶえ 木村和美 井上沙恵 |
| 2024.4.1                                                         | 2024.9.27 | 森拓磨            | 森拓磨            | （不在）          | 馬場のぶえ | 馬場のぶえ 井上沙恵 | 馬場のぶえ 木村和美 井上沙恵 |
| 2024.9.30                                                        | 現在      | 森拓磨            | 森拓磨            | 小野宏樹          | 井上沙恵   | 井上沙恵            | 井上沙恵                     |
| - 4 月 - 水曜日担当が夏休み等で不在のときは1週間通しで出演する。 |           |                   |                   |                   |            |                     |                              |

#### ニュース担当
| 期間 | 期間       | 男性      | 男性      | 女性       | 女性       |
| 期間 | 期間       | 月 - 木   | 金        | 月 - 水    | 木・金     |
| --- | ---------- | --------- | --------- | ---------- | ---------- |
| 2008.3.31 | 2012.3.30  | 長島清隆1 | 長島清隆1 | （不在）   | （不在）   |
| 2012.4.2 | 2014.3.28  | 長島清隆1 | 長島清隆1 | 糸永直美   | 柏田久美子 |
| 2014.3.31 | 2014.12.26 | 長島清隆1 | 長島清隆1 | 山上優子   | 山上優子   |
| 2015.1.5 | 2015.3.27  | （不在）  | （不在）  | 山上優子   | 山上優子   |
| 2015.3.30 | 2016.4.1   | （不在）  | （不在）  | 山上優子   | 野口七海   |
| 2016.4.4 | 2017.3.31  | 宮脇靖知  | 宮脇靖知  | 野口七海   | 野口七海   |
| 2017.4.3 | 2018.3.30  | 長島清隆  | 長島清隆  | 野口七海   | 西名みずほ |
| 2018.4.2 | 2020.3.27  | 長島清隆  | 長島清隆  | 松岡絵梨子 | 松岡絵梨子 |
| 2020.3.30 | 2021.3.26  | （不在）  | （不在）  | 松岡絵梨子 | 松岡絵梨子 |
| 2021.3.29 | 2022.4.1   | 宮脇靖知  | 宮脇靖知  | 有田優理香 | 有田優理香 |
| 2022.4.4 | 2023.9.29  | 宮脇靖知  | 宮脇靖知  | （不在）   | （不在）   |
| 2023.10.2 | 現在       | 宮脇靖知  | 長島清隆  | （不在）   | （不在）   |
| - 1 2012年3月から2014年12月まで第3部のみに出演していた。なお、キャスター降板後も不定期に「長島リポート」を担当している。 |            |           |           |            |            |

#### スポーツ・気象予報士
| 期間      | 期間      | スポーツ   | スポーツ     | 気象予報士 |
| 期間      | 期間      | 月 - 木    | 金           | 気象予報士 |
| --------- | --------- | ---------- | ------------ | ---------- |
| 2008.3.31 | 2009.4.3  | （不在）   | （不在）     | 小野田リカ |
| 2009.4.6  | 2011.4.1  | （不在）   | （不在）     | 高野まさこ |
| 2011.4.4  | 2017.3.31 | （不在）   | （不在）     | 大隅智子   |
| 2017.4.3  | 2022.4.1  | （不在）   | （不在）     | 塚原美緒   |
| 2022.4.4  | 2023.9.29 | 有田優理香 | 有田優理香   | 塚原美緒   |
| 2023.10.2 | 現在      | 有田優理香 | （MCが兼務） | 塚原美緒   |

### コメンテーター
- 風見しんご
- 隂山英男（立命館小学校副校長・元尾道市立土堂小学校校長）
- 高橋佳良子
- 大島衣恵
- 森本ケンタ（ギタリスト、シンガーソングライター）2019年3月27日卒業
- 金藤理絵（2016年リオ五輪金メダリスト）[33]（月1回）前述の通り、月1回出演だったことなどもあり、2021年3月9日卒業
- 島谷ひとみ（歌手）（月1回）[34] 2021年3月10日卒業
- 中澤裕子（女優、タレント）（月1回）2021年3月24日卒業
- 緒方かな子（広島ローカルタレント、カープ緒方元監督夫人）2023年11月卒業 卒業後は同じく広島ローカルでもある広島ホームテレビで放送しているピタニューに事実上移籍
- 木村文子（エディオン女子陸上競技部コーチ）2024年3月卒業
- 世武裕子（映画音楽作曲家、シンガーソングライター）
- わたなべ麻衣（モデル、タレント）
- 朝山正悟（当時広島ドラゴンフライズ選手、現同チームヘッドコーチ）[35]
- 城みちる（広島ローカルタレント）2025年3月25日卒業

### レポーター
- 臼井美貴（2008年4月 - 2009年3月）
- 末田景子（2008年4月 - 2009年3月）
- 徳永真紀（2008年4月 - 2009年3月）
- 荒生暁子（2008年4月 - 2009年3月）
- 大下美穂子（2008年4月 - 2009年3月。風見しんごの実妹）
- 渡部裕之（街角中継：2011年10月 - 2012年3月）
- 藤村直己（街角中継、「3ピース」、「言わんとイケン」などを担当
- 橘高香純（広島テレビアナウンサー）
- 阿南征史（TJHiroshima編集長）：「阿南編集長のぐるめ手帳」を担当　スタジオ出演からVTR出演に移行
- 舛井奈美香（2014年4月 - 2017年3月）
- 松本裕見子（2017年度よりコメンテーター - 2018年2月23日）、（『おじゃまめし』→『おじゃましちゃいます』兼務）
- 珠居亜弥（月曜担当）
- 浅田真由（2017年4月 - 2019年3月13日）コーナー『水曜日のなにナニ?』「TJ Hiroshima サキダシ」 / コーナー「たべciaoひろしま」- どちらも 第2水曜（月1出演）
- 初代「スイーツ男子」さいねい龍二（2015年3月31日 - 2019年3月26日引退）、後に二代目「あつあつ鉄板カーが行く！」を担当
- 藤原あずさ（元STU48）（コーナー『お願い！AZサ→チ』2020年3月31日 - 2021年3月22日、『アズマガジン』2021年4月1日 - 2024年3月21日、『ぶちモン図鑑』2024年4月3日 - 9月18日）
- 金児憲史（コーナー『あつあつ鉄板カーが行く!』初代担当）
- さいねい龍二（ひろしまオシャレンヌ）
- 住本明日香（住本明日香のおいCハナシ）

### 気象予報士
- 小野田リカ（2008年4月 - 2009年3月）
- 高野まさこ（2009年4月 - 2011年3月）
- 大隅智子（2011年4月 - 2017年3月。同年4月よりNHK盛岡放送局の、2023年4月よりNHK広島放送局の気象キャスター）[36]
- 宮脇靖知（広島テレビアナウンサー。金曜メインキャスターとなった2017年4月以降は天気予報の担当を外れたが、現在でも金曜や、森の代理で1週間通して担当するお盆期間など、塚原が出演を休んだ場合の代理としてメインキャスターと兼務することがある）。
- 阿部亮平（2025年7月7日。気象予報士の資格を持つ阿部の司会で同年9月23日〈火曜日・祝日〉15:50～放送予定の『みんなの防災教室6』の宣伝を兼ねて中継先から担当）[37]

## 主題歌
- テーマ曲：大瀬戸千嶋「clover」（2011年度 - ）
- 気象情報：
- 4時台：ジェイク・シマブクロ「フラ・ガール」
- 5時台：ジェイク・シマブクロ「フラ・ガール」
- 6時台：大瀬戸千嶋「Change」（2017年6月1日 - ）

## 書籍
- テレビ派脳トレ 単行本（2015年2月27日、ザメディアジョン） ISBN 978-4862503565
広島テレビ「テレビ派」のコーナー「街かど脳トレ」の書籍化。テレビ未公開の問題も新たに加わり、国語、算数、社会、難問というジャンルごとに合計120問を収録。

## 『テレビ派』と同時生放送コラボ
- 2019年3月25日『HTV×NHK がんばろう!広島を元気に』第1回テーマ「プロ野球開幕間近!カープのチカラをどってん解明」。
- 2019年6月5日『HTV×NHK がんばろう!広島を元気に』第2回テーマ「西日本豪雨 被災地からの声 〜今、私たちにできること〜」。
- 2019年11月8日『HTV×NHK がんばろう!広島を元気に』第4回テーマ「泊まりんさい広島 〜滞在型観光へのヒントを探る〜」。
- 2021年9月23日、富山県の北日本放送『いっちゃん☆KNB』と同時生放送コラボ。
- 2022年8月6日、テレビ派スペシャル『77回目の原爆の日 ヒロシマからナガサキへ』を長崎国際テレビと同時生放送コラボ。広島テレビスタジオに池上彰と長崎国際テレビの桒畑笑莉奈アナウンサーが出演した。
- 2023年8月6日は日曜日であったため、つなぐヒロシマ×テレビ派『原爆投下から78年 〜ヒロシマとナガサキから〜』を「放送。池上彰が出演した。また、池上は翌7日の『テレビ派』にも出演したが、この年は長崎国際テレビとの同時生放送は行われなかった。
- 2024年8月6日、テレビ派スペシャル『原爆投下から79年 ヒロシマとナガサキから』を「長崎国際テレビ」と同時生放送コラボ。2年前とは異なり、広島テレビスタジオに池上が、長崎国際テレビの桒畑アナウンサーが中継先から出演した。池上は前年に続き翌7日、そして9日の同番組にも出演した（後述）。
- 2024年8月9日、一部の時間帯において「長崎国際テレビ」と同時生放送を実施。この際は広島テレビスタジオに池上が、長崎国際テレビの青木雄大アナウンサーとJ2V・ファーレン長崎の高木琢也取締役兼CROが「長崎スタジアムシティ」から出演した。

## 旬感テレビ派ッ!プラス
- 『旬感テレビ派ッ!』のあとに放送される番組である。主にスポーツや地域情報を放送する予定。2009年10月の改編で金曜の放送が無くなった。コーナー自体は木曜に移り、木曜のコーナーが廃止となった。これでテレビ宣言時代から続いた料理コーナーが廃止された。更に2010年4月の改編で月曜と火曜の週2回の放送に縮小された。その後2010年10月の改編ですべてのコーナーが終了し、テレビ派ッ!プラスは廃止された。火曜日のお好み焼き紀行は、月曜日の18:55 - 単独ミニ番組として放送される。

### 過去の放送内容
- 月曜：情熱スポーツ（放送開始 - 2010年9月）
- 火曜：お好み焼き紀行（テレビ宣言からのコーナー）（放送開始 - 2010年9月）
- 水曜：すこやかデビュー（放送開始 - 2010年3月）
- 木曜: 楽々クッキング（放送開始 - 2009年9月）
- 金曜（放送開始 - 2009年9月）/木曜（2009年9月 - 2010年3月）・木曜：タウン情報

### 放送時間
- 平日 18:53 - 19:00

### 出演者
- 児玉勝司（広島テレビアナウンサー）
- 糸永直美（広島テレビアナウンサー）
- 長野正実（広島テレビアナウンサー）
- 西名みずほ（広島テレビアナウンサー・月曜担当）
- 末田景子（リポーター・火曜担当（広島FM『木漏れ日のアプローズ』MC））

### 過去の出演者
- 大野和徳（クッキングスタイリスト）
- 阿南征士（TJ Hiroshima編集長）
- 新田麻衣子（お好み焼き紀行レポーター）

## その他
- 2008年4月22日は、NNN Newsリアルタイムのキャスターの笛吹雅子が、このスタジオから光市母子殺害事件の広島高裁での判決のニュースを伝えていた。通常は16:53 - 17:07のネットとなっている「リアルタイム・第1部」もこの日は広島テレビから進行を行っていた16:53 - 17:28までのネットとなった。
- 2008年5月5日は、『日テレ開局55周年記念特別番組ACTION 日本を動かすプロジェクト・第2弾』を放送するため休止となる。
- 2009年4月3日はセントラルリーグ開幕戦中継がNNN系列担当のため第3部が放送休止（中継放送は読売ジャイアンツ（巨人）VS広島東洋カープだがマツダスタジアムではなく巨人の本拠地の東京ドームからのためキー局・日テレが制作担当(6:00 - 8:54の全国ネット)）。
- 2009年4月10日はカープ地元戦開幕ゲームが控えているためとマツダスタジアムに関する特別番組が放送されるため全面放送休止。この日はHTVが中継を担当。
- 2011年9月20日は第1部の数分間、番組とKKTくまもと県民テレビのテレビタミンとの2元中継を行った。この中継で、現在『テレビタミン』のレギュラーでもあり、かつて『テレビ宣言』のリポーターだったこかどひろこが登場し、中継ながらも久々に児玉との共演を果たした。また、リポーター当時の映像も放送された。
- 2014年8月20日から22日の間は、20日に広島市安佐南区・安佐北区各地で発生した集中豪雨による土砂崩れの特番を15:50から16:47まで日テレNEWS24でも同時ネットを行った。いずれもCMなどの差し替えは行ったが、20日の日本テレビのnews every.とは違い、映像の中断などは行わずそのまま放送された。
- 2016年5月27日はオバマ大統領（当時）による在任期間中のアメリカ大統領では初の広島訪問が行われたためスタジオではなく広島テレビ本社ロビーでキャスターと被爆者や広島の高校生を招いたり、平和公園から宮脇と日本テレビアナウンサーの藤井貴彦との中継を結んでの番組進行。また金曜日はローカル中心の編成だがこの日は『news every.』もこのニュースを中心に放送することもあり、通常非ネットとしている第2部や当時非ネットだった金曜第1部を臨時ネットし、第3部も18:42まで拡大ネットした（この日の『every.』は第2部16:53 - 第3部18:42がNNN報道特番の扱いだった）。
- 2018年2月12日 - 23日は日本テレビ「news every.」の平昌オリンピック関連情報を伝えることに伴う全国ネット枠拡大のため、第1部を通常より10分短縮して放送した（一部開始時刻が変更になった日あり）。ただし、14日は16:30から平昌五輪中継が編成されたため当番組は休止。この日は15:50 - 16:30に短縮版の「every.」を単独番組扱いでネット受け。16:23頃から番組終盤の天気コーナーとエンディングを差し替える形で広島県内ニュース・天気予報を放送した。
- 2018年6月11日 - 7月13日は日本テレビ「news every.」の2018 FIFAワールドカップ関連情報を伝えることに伴う全国ネット枠拡大のため、平昌オリンピック時と同様に17時台はいつもより10分短縮して放送（但し、6月18日と7月6日・9日は「every.」17時台をNNN報道特番の扱いで臨時ネットしたため17時台ローカルパートは休止）。
- 2018年7月9日 - 20日は、平成30年7月豪雨関連報道のため、「every.」16時台をネットせず、15:48.30（16日は特番編成のため16:20開始） - 17:43（16 - 20日は17:53）は全て広島からの豪雨の被害状況や生活・ライフライン情報に充てた。但し、9日は前述の通り同災害関連のNNN報道特番扱いで「every.」17時台を臨時ネットしたため、17時台ローカルパートは休止した。また、発災直後の7 - 9日には本番組をベースとした豪雨関連のローカル報道特番を随時放送し、これらは日テレNEWS24でもサイマルネットされた。その後、発災から1週間が経過した14日には11:55 - 13:25に『テレビ派特報 西日本豪雨から1週間』と題した特別番組を放送（日テレNEWS24でもサイマルネット）し、被災地の現状などを伝えた。
- 2018年8月6日は、前述した災害の発生から1か月を迎えるのに当たり、16時台を全編広島発とし、1か月間のドキュメントや被災者たちの本音などを伝えた。このため、当日は「every.」16時台を臨時非ネットとしたが、逆に17時台がNNN報道特番扱いで全国ネットとなったため、そちらを臨時ネットした。また、この日は前座番組『ミヤネ屋』が、西日本豪雨関連の特集を組むため広島からの生放送となり、本番組のスタジオから宮根誠司・林マオ（読売テレビアナウンサー）やジャーナリスト・池上彰らが[38] 出演した。
- 2019年3月29日は、『カープ開幕直前SP』と題し、14:55 - 17:50に時間変更・繰り上げ[39] し、番組の大部分をマツダスタジアムから中継した。
- 平成30年7月豪雨の発生からちょうど1年が経った2019年7月6日には、9:30 - 11:25に広島テレビと西日本放送・南海放送・福岡放送の4局共同制作・同時ネットによる報道特別番組『豪雨に負けない!〜西日本豪雨から1年〜』を放送（CS・日テレNEWS24でもサイマルネット）。広島テレビがキーステーションとなり、当番組のスタジオから生放送された。当番組のレギュラー出演者では森・馬場・塚原がスタジオから、宮脇がこの豪雨で広島県内で被害の大きかった地域の一つ・坂町から中継でそれぞれ出演した。
- 2019年8月6日は、広島だけではなく、長崎でも当番組が放送された。今年も池上が本番組のスタジオから出演し、中島彩（長崎国際テレビアナウンサー）がリポーターとして出演した。（この年以降の8月6日は広島テレビ及び長崎国際テレビの共同製作で放送されるようになる）
- 2019年11月25日もフランシスコ教皇が前日に広島と長崎を訪問したため、前述の8月6日と同様に、広島だけではなく、長崎でも当番組が放送された。
- 2020年3月2日からしばらくの間は新型コロナウイルスの影響で、エキキタからの街角中継は自粛され街角伝言板、天気予報、街角脳トレはスタジオからの中継に切り替わっている（脳トレに関しては、木曜（2020年3月26日まで）→月2回の水曜レギュラー(同年4月8日より）の長井を除き、スタジオの森または宮脇・馬場・各曜日レギュラーがそのまま解答者となる）。また、当分は、しばらく大半のコーナーを休止し、5月15日までは17時台や18:15以降も『news every.』をネットしていた。（そのため、この期間は前日のフィラーでの再放送は行なわれず、穴埋め番組として『日テレNEWS24』（放送名義上は『NEWS24』）が放送される。また、17時台の放送が再開された5月18日以降もフィラーでの再放送は実施されていない）
- 2023年5月19日 - 21日、主要国首脳会議が広島市内で行われる（通称：G7広島サミット）ことに伴い、『テレビ派×G7広島サミットSP』として7部構成の特別番組として編成。19日は藤井貴彦（日本テレビアナウンサー、『news every.』キャスター）や池上彰と据えて放送。
  - 5月19日 
    - 10:25 - 11:30（第1部）、15:48 - 16:53（第3部）、16:53 - 17:53（第4部）、17:53 - 18:15（第5部）は藤井も出演。3部 - 4部は広島ローカル、5部は『news every.』のネットワークニュースの改題
    - 11:40 - 11:55（第2部）、18:15 - 18:56（第6部）、18:56 - 19:56（第7部）は広島ローカルとして独自に放送。『キユーピー3分クッキング』は休止、『沸騰ワード』は56分縮小。

  - 5月20日 - 21日
    - 20日は11:55 - 13:30に、21日は16:25 - 17:25に編成
- 2024年9月27日の放送は『馬場アナ卒業スペシャル』として放送され、現在もコメンテーターを務める城の他、元コメンテーターで、現在はドラゴンフライズヘッドコーチの朝山や池谷が駆けつけた他、RCCで彼女とは同期の田口麻衣アナウンサーや吉田一貴などがインタビュー出演した。また、18時台のエンディングでは木村アナも元気丸のMCに専念するため、番組を一時離脱することが発表された(当番組でも、情報キャスターとしての出演は継続する)。
- 台風接近時は『テレビ派特報』としてローカルセールス枠を差し替えて夕方以外でも平日でなくても放送することが多い。2022年9月19日は10:25 - 10:55に編成され、元ニュース担当の長島と気象予報士の塚原が担当。塚原は「広島テレビ気象キャスター」の立ち位置ではあるが、実質長島とともに進行を兼務。
- これは当番組に限ったことではないが、毎年24時間テレビの週はその年のチャリTシャツを着用して放送している。